# 上林里 (嘉義縣)
上林里是中華民國嘉義縣大林鎮的一個里，由頂員林和麻園寮兩個聚落組成，總人口不到900人，老年人口大於20%。

## 歷史
舊地名為頂員林，因地勢較高得名。康熙末年已有陳、吳、許、楊等姓開墾，產業以農業為主，日治時有糖廠，附近有種植大量甘蔗，由於產業需要，大量人口進入。光復後頂員林和麻園寮兩個聚落合併為上林里。

## 農業
日治時期，由於糖廠就在附近，因此本地有種植甘蔗；而現今本地農產主要是以水稻為大宗，另有種植竹筍、柑橘，而灌溉主要是使用埤塘。黃梔子產業在日治時期由貿易商引入，主要是外銷到日本進行加工。

## 工業
1962年琉球招募台灣的農業技術人員前來指導鳳梨栽培及果樹嫁接的相關知識，此外，台灣和琉球政府也簽訂合約，允許每年引進約兩千名的農業技術人員和季節性移工。1960-1970年代，為了改善家境，上林村的部分村民搭船前往琉球擔任收割甘蔗移工，而當時前往琉球的移工以女性為大宗。

## 宗教
頂員林的信仰中心是安林宮，麻園寮則是代天宮。安林宮有三位主神，騎虎尊王、田督元帥、玄天上帝。

## 生態
本地竹林中分佈有諸羅樹蛙。